# Державна консерваторія Анкари
Державна консерваторія Анкари — перша турецька консерваторія, заснована у республіці в 1936 році за вказівки Мустафи Кемаля Ататюрка. Сьогодні має назву Анкарська консерваторія. Є частиною столичного Університету Хакеттепе. Історія музичного Вишу тісно пов'язана з такими іменами як Пауль Гіндеміт, Карл Антон Еберт і Нінет де Валуа, які заклали основи сучасної музичної освіти в Туреччині.

## Історія
На другий рік з часу заснування Турецької Республіки, в Анкарі відкрилась «Школа вчителів музики». Її головною метою була підготовка педагогічних кадрів для розвитку музичної освіти в країні, яка була створена на руїнах Османської імперії. Паралельно, в 1926 році, в Стамбулі відкрилась міська консерваторія.
В 1934 році, для подальшого розвитку музичного та виконавчого мистецтва Туреччини, за директивою Кемаля Ататюрка під егідою Міністерства освіти була створена Державна консерваторія Анкари. Її очільником був призначений Севат Дурсуноглу, який отримав вищу музичну освіту в Берліні і був відомим політичним та державним діячем країни.
Виступаючи з промовою на Великих національних зборах у 1934 році, Мустафа Кемаль підкреслив: «Щоб народ вмів розуміти та цінувати музику, потрібно пробудити в ньому глибокі почуття, а для цього потрібно знати спільні правила мистецтва».
У 1935 році відомий композитор і професор Пауль Гіндеміт під час свого візиту до Анкари отримав особисте повідомлення від Мустафи Кемаля Ататюрка з проханням запропонувати план реорганізації системи музичної освіти в Туреччині та підготувати матеріал для «Універсальної освітньої програми турецької поліфонічної музики» — єдиної для всіх музичних закладів країни. Оскільки на той час в Третьому Рейхі почалися гоніння на музиканта: 6 грудня 1934 року міністр пропаганди Йозеф Геббельс у своїй промові публічно назвав Гіндеміта «атональним шумовиком» (нім. atonaler Geräuschemacher. ) — Гіндеміт охоче взявся за нову роботу. І він успішно справився з поставленим завданням. Існує думка, що цей проєкт підтримувався і нацистським режимом — з метою «впровадження німецьких поглядів на музику» в Туреччині; сам Гіндеміт говорив, що «відчуває себе послом німецької культури».
Попри те, що Гіндеміт вирішив не лишатися у Туреччині надовго (у 1938 році він переїхав до Швейцарії), його вплив на розвиток музичного життя в республіці, в цілому, і, особливо, на подальшу долю Державної консерваторії Анкари, вважається «величезним». У багатьох випадках саме завдяки його зусиллям відкриття столичної консерваторії взагалі відбулося, за що турецькі музиканти дотепер «пам'ятають і поважають» Гіндеміта. Його проєкт передбачав три частини: безоплатна вища музична школа (консерваторія), школа для викладачів музики й театральна школа.
Окрім Гіндеміта, в долі музичного Вишу Анкари велику роль відіграв інший професор з Німеччини — актор і режисер Карл Антон Еберт. Він також був під загрозою нацистських репресій: від націонал-соціалістів Еберт отримав тавро «більшовика в музиці». У підсумку, завдяки роботі Еберта в Туреччині, в навчальному закладі з'явилися відділення опери та театру.
Оскільки для «школи вчителів музики» вже був створений серйозний штат, вона відкрилася в рамках консерваторії раніше інших відділень: перші студенти розпочали навчання між 6 і 12 травня 1936 року. 

## Турецький державний балет
На розвиток відділення балету в Державній консерваторії Анкари значний вплив мала відома британська артистка балету Нінет де Валуа. Турецький уряд запропонував їй вивчити можливість створення балетної школи — потім, в 1940-х роках, вона відвідала країну, відкривши школу по тій же моделі, що і її школа балету Уеллса в Лондоні. Спочатку дуже мало людей ставилися до проєкту серйозно, але школа поступово утвердилася і привела до розвитку турецького балету в цілому. 
Після вишколу першого набору учнів в новій турецькій балетній школі Валуа представила кращих випускників для державної балетної трупи, запросивши й ряд знаменитостей тієї пори. Вона поставила спектаклі з класичного репертуару: у тому числі «Коппелія», «Жизель», «Дон Кіхот», «Лебедине озеро» і «Лускунчик» — відтак вона доповнила програму сучасними для тих років балетами «Патинурс», «Легендарне побачення» і «Принц пагод», а також особистими творами.
У 1965 році Нінет де Валуа написала та поставила першу велику роботу, створену спеціально для нового турецького державного балету: «Çeşmebaşı» («Біля фонтану») — у котрій вперше була представлена музика, написана турецьким композитором Феритом Тузуном, а в хореографії використані елементи турецького народного танцю. Балетна школа, котру заснувала Валуа, дотепер перебуває у складі Державної консерваторії Анкари.